# Slag bij Pavón

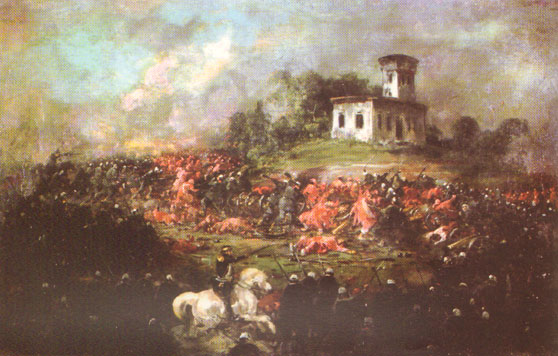
Artistieke verbeelding van de Slag bij Pavón

De Slag bij Pavón werd uitgevochten in Pavón, in de provincie Santa Fé, Argentinië, op 17 september 1861, tussen het leger van Buenos Aires, onder leiding van Bartolomé Mitre, en het Nationale Leger, onder leiding van Justo José de Urquiza.
De veldslagen van Cepeda (1820), Caseros (1852) en Pavón waren cruciale momenten in de Argentijnse geschiedenis, omdat ze telkens leidden tot grote institutionele veranderingen en herschikkingen van politieke allianties. In 1862 werd Mitre tot president gekozen in verkiezingen zonder federale tegenkandidaten. Buenos Aires werd opnieuw de hoofdstad, wat de stad een blijvend overwicht gaf binnen het formeel nog steeds federale systeem. Zo werd Argentinië geleidelijk hervormd volgens de belangen van Buenos Aires, met een liberale en vrijhandelsgerichte ideologie.